# Pena Furada
 (août 2025).
Pena Furada (Pierre percée, en français) est un site d'art rupestre situé dans la commune de Coirós, dans la province de La Corogne, en Galice, en Espagne. Le site pourrait correspondre à un sanctuaire antique. Il a été classé Bien d'intérêt culturel en 2015.

## Situation
Le site de Pena Furada fait partie de la Réserve de biosphère des Mariñas de La Corogne et des Terres de Mandeo (es),.

## Historique des fouilles
En 2011, l'archéologue Antón Malde et le journaliste Manuel Gago ont conduit un nettoyage et une fouille du site. Celle-ci a livré des vestiges de murs d'enceinte, un grand nombre de tessons de poterie romaine, des restes de tuiles et une pierre sculptée en forme de sphère.
Selon Antón Malde, le site pourrait être un sanctuaire gallico-romain construit entre le Ier et le IVe siècle apr. J.-C..

## Art rupestre
Le site comporte plusieurs pétroglyphes gravés sur des rochers. Certains sont des figures anthropomorphes au genre féminin très marqué.

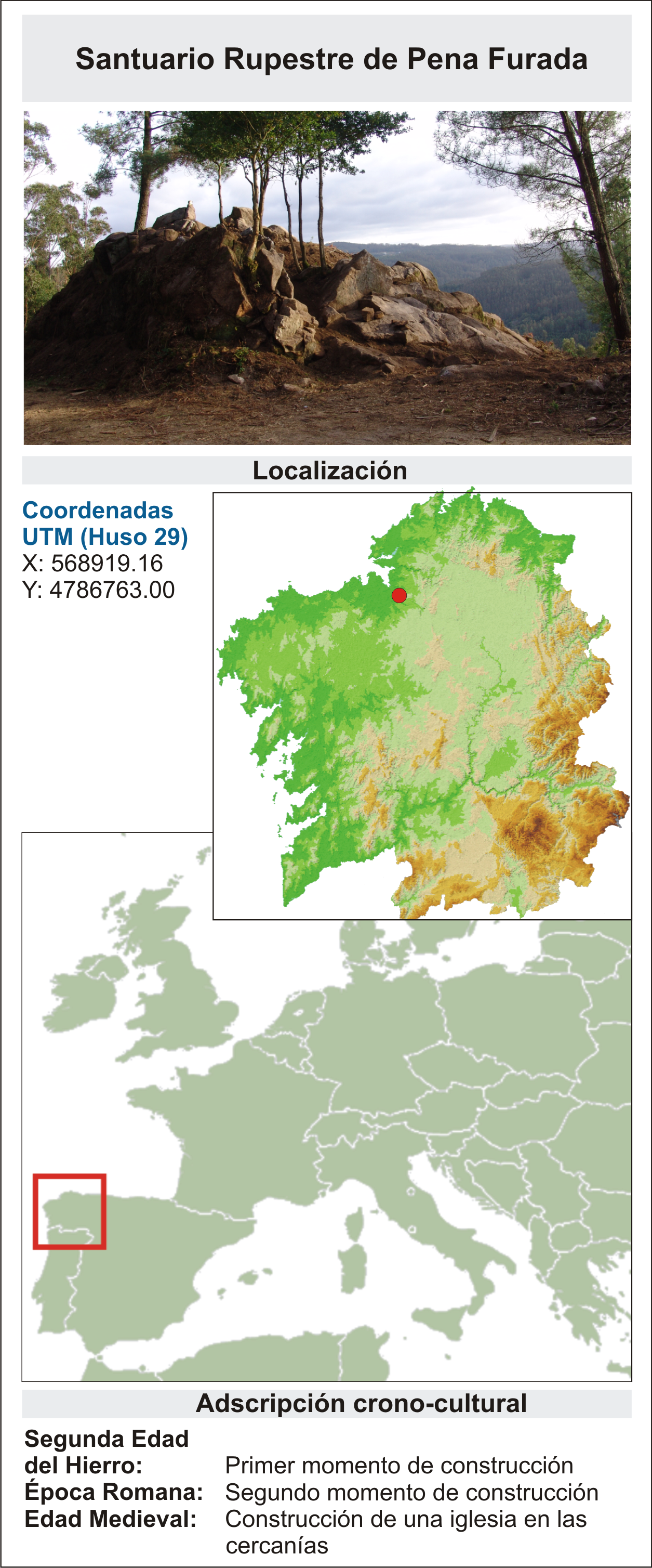
Localisation de Pena Furada

Les principaux pétroglyphes du site sont :
- un pétroglyphe composé de deux cercles joints par leur extrémité ;
- une figure féminine avec le sexe mis en évidence appelé A Moura ;
- un creux carré ;
- un pétroglyphe anthropomorphe de réalisation moderne ;
- un ensemble de six cupules ;
- deux escaliers creusés dans la roche ;
- la gravure d'une croix.

La Moura est une gravure qui représente une femme avec une tête ovale, des yeux et une bouche, deux bras et deux jambes qui se terminent par des pieds, et un sexe clairement marqué. Cette figure féminine est unique en Galice.

## Galerie

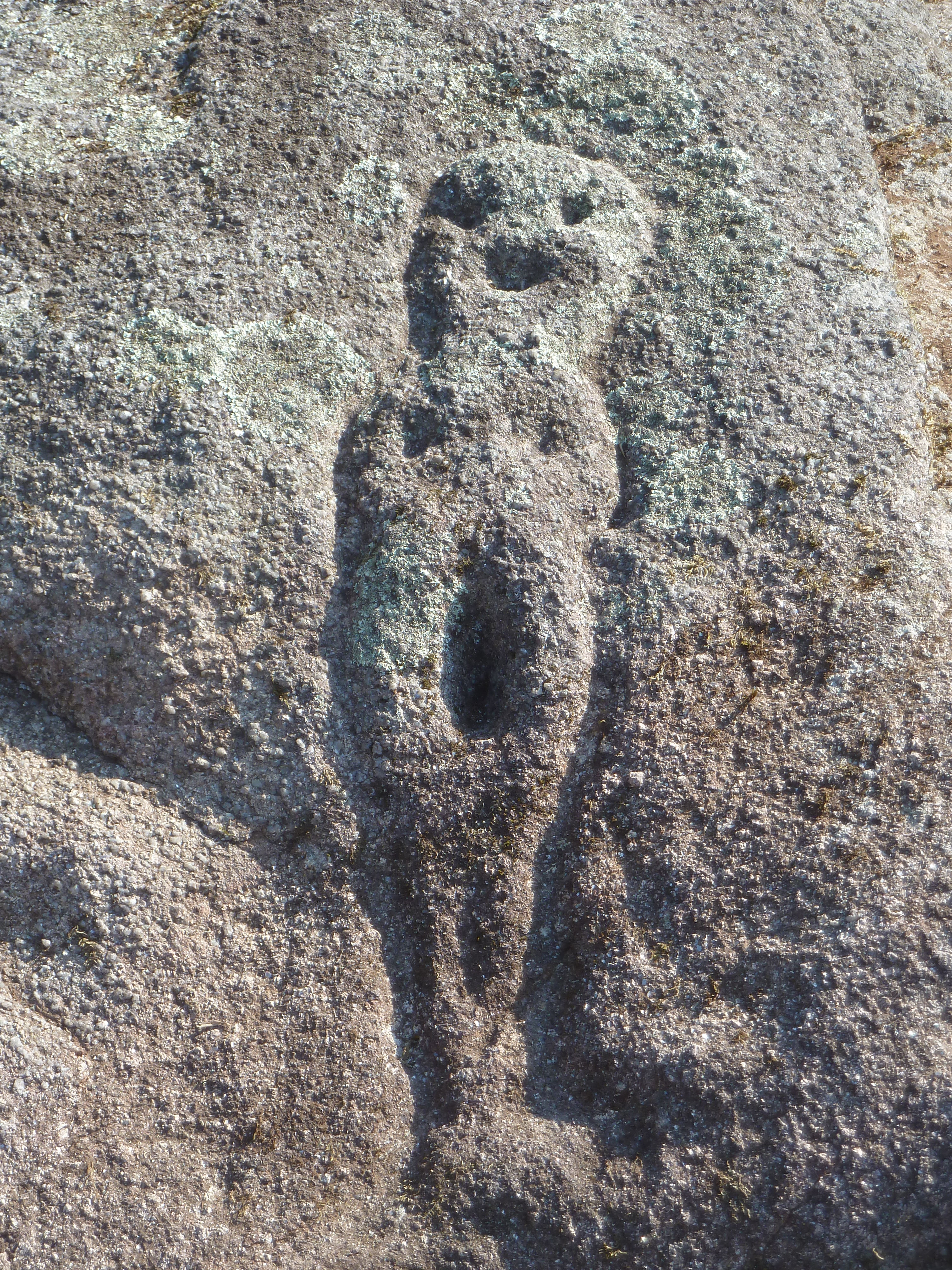
La Moura
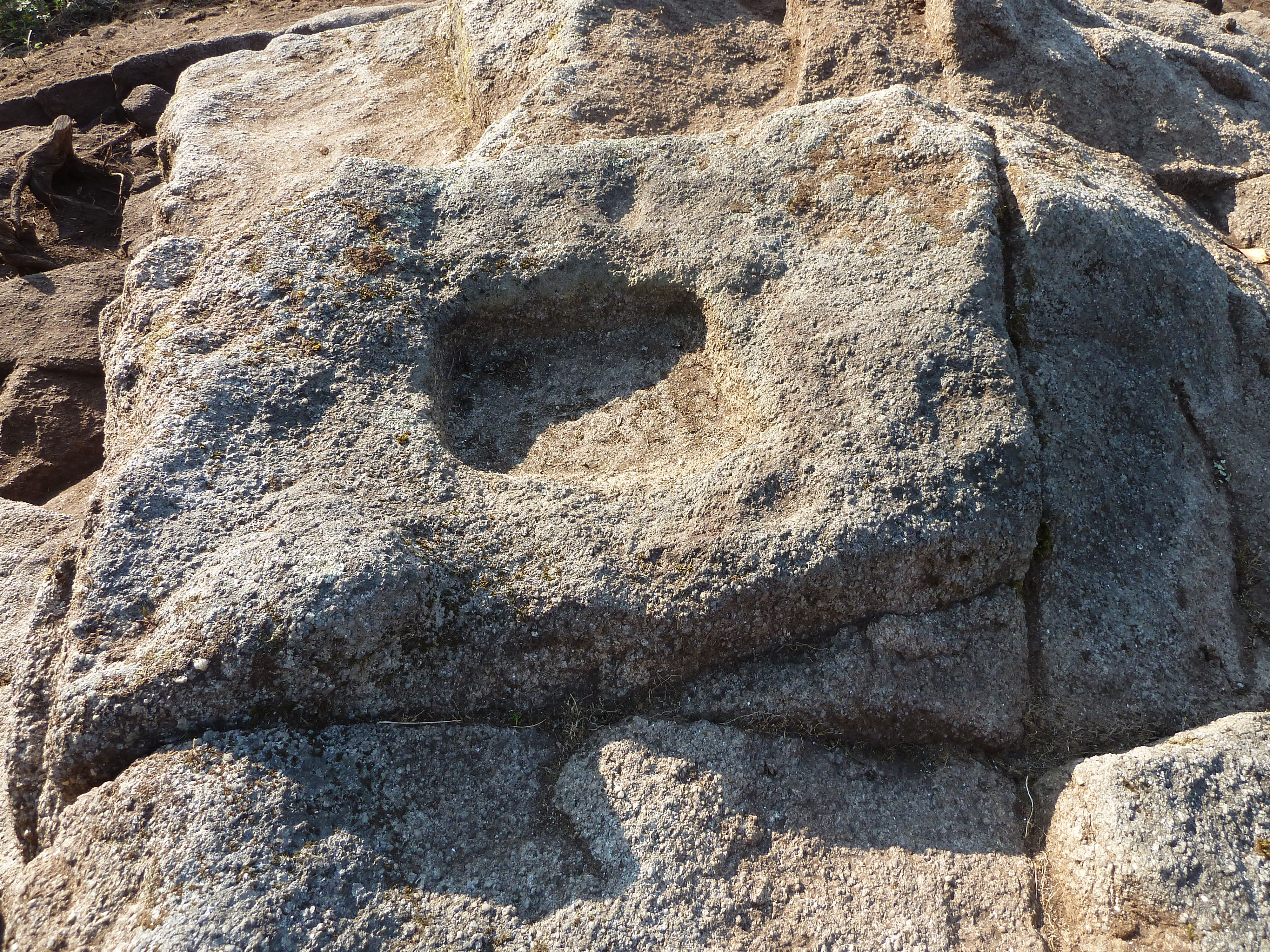
Creux carré
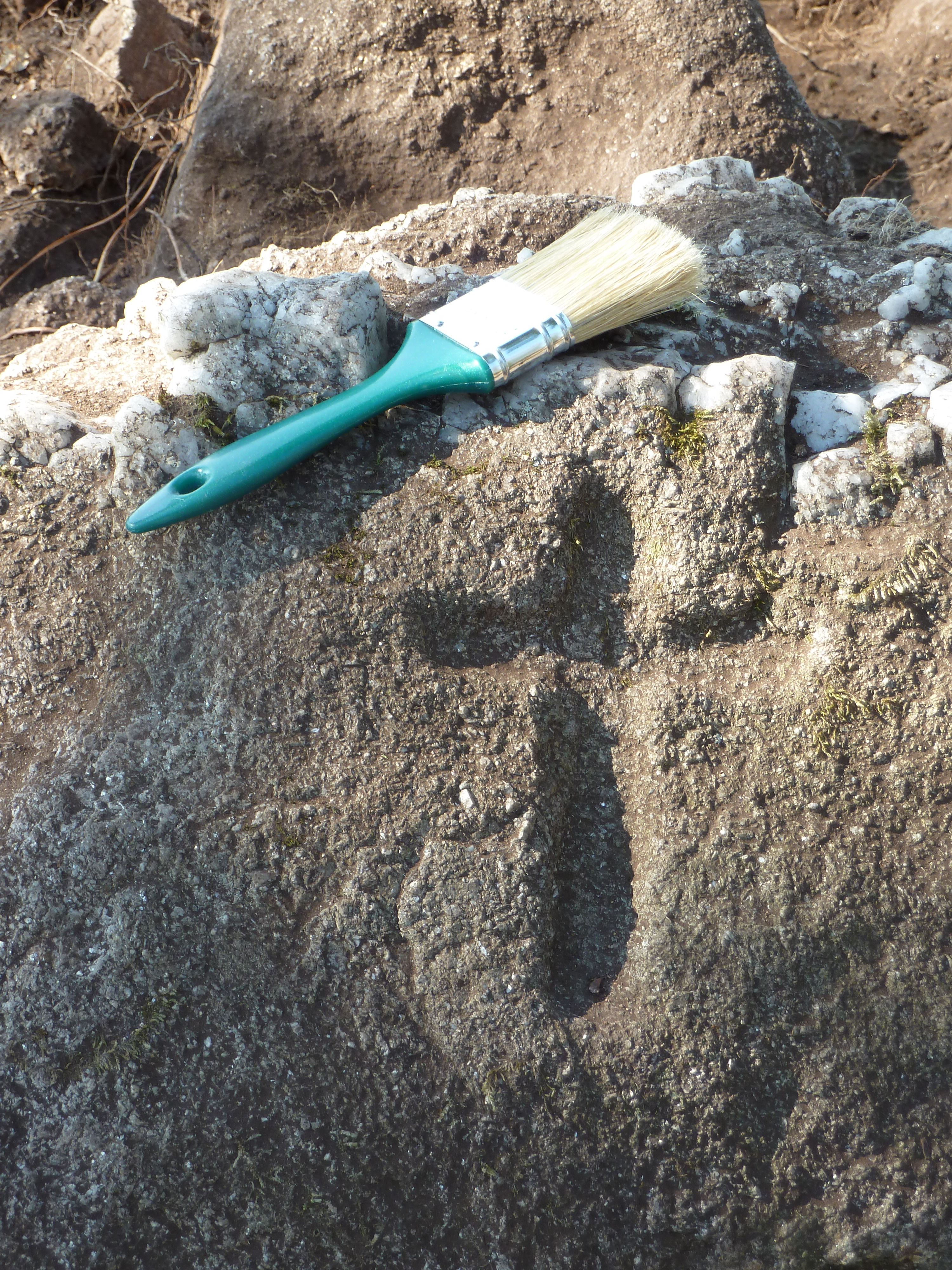
Croix
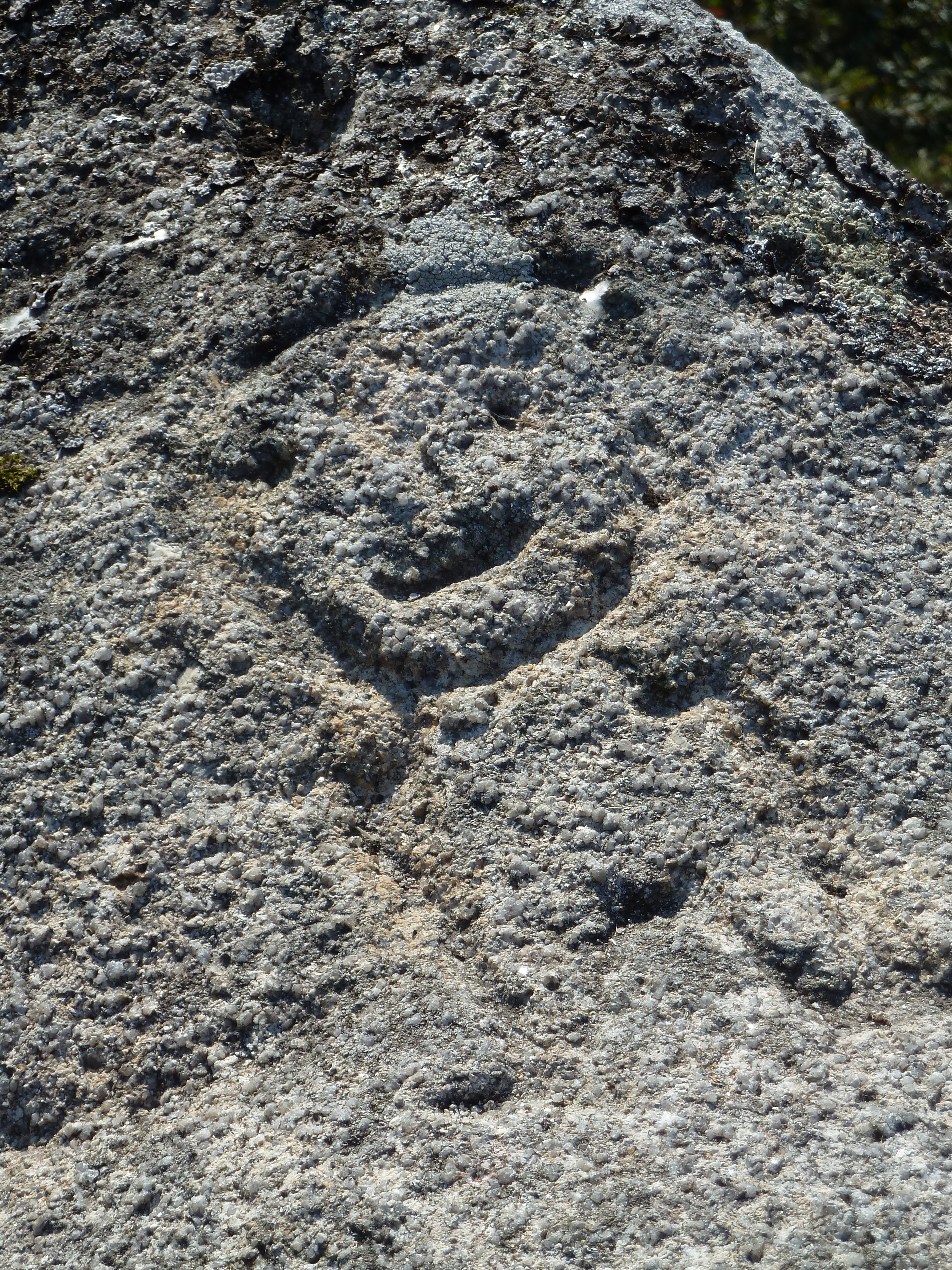
Anthropomorphe moderne
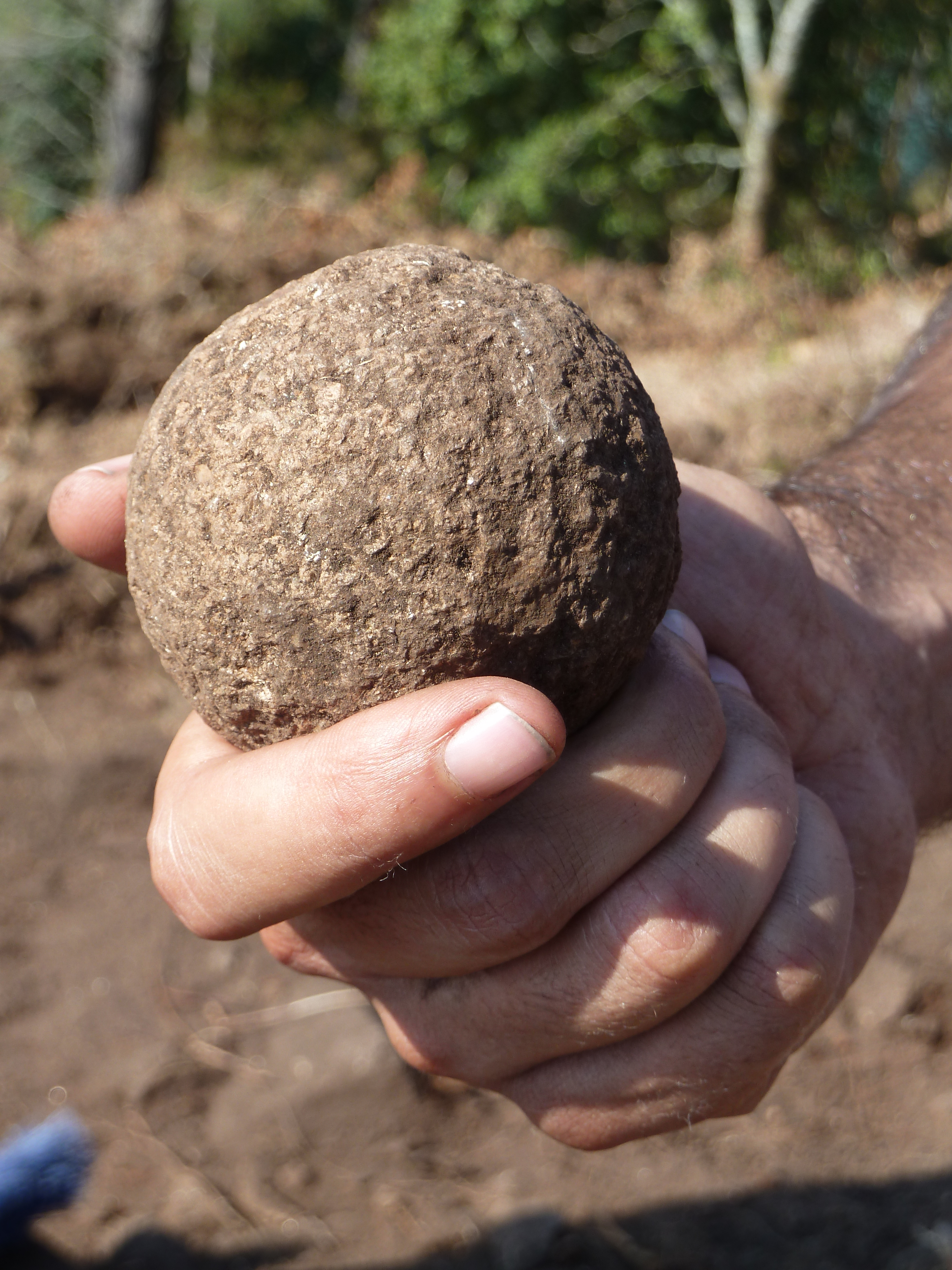
Sphère